# Красносельський (Краснодарський край)
Красносельський — селище міського типу в Гулькевицькому районі Краснодарського краю, Росія.
Населення — 7615 мешканців(2016).
Розташоване на лівому березі Кубані, 2 км на захід від смт Гирей, за 8 км на північний захід від адмінцентра района міста Гулькевичі.

## Економіка
Виробництво бетонних залізничних шпал.